# Gardell Simons
Gardell Simons (Alleyan (Michigan), 16 augustus 1878 – Miami, 22 maart 1945) was een Amerikaans componist, muziekpedagoog en trombonist.

## Levensloop
Simons was een leerling van Alfred F. Weldon aan de Siegel-Meyers School of Music in Chicago. Hij speelde als solo trombonist in verschillende orkesten mee, zoals de Duss Band in New York, de T. P. Brook's Chicago Marine Band, vanaf 1910 in de Sousa Band, in de Frederick N. Innes's Band, in de Facineli Band en de Patrick Conway Band. Hij was eveneens solo trombonist bij het New York Philharmonic Orchestra, in het Cincinnati Symphony Orchestra en het Philadelphia Orchestra. In de laatste jaren was hij solo-trombonist in het Cleveland Symphony Orchestra. 
Een tijd lang was hij professor aan het befaamde Curtis Institute of Music in Philadelphia (Pennsylvania). daarnaast gaf hij privélessen (als meestercursussen aangeduid) aan gevorderde trombonisten. Een van zijn bekende leerlingen is Clay Smith. 
Later was hij ook adviseur voor de instrumentenbouwer H. N. White & Co. in Cleveland (Ohio). Deze fabriek bouwde vanaf 1934 tot 1940 een speciale Gardell Simons Cello-Tone Trombone. 
Als componist schreef hij een uitstekende trombonemethode maar ook solowerken voor het instrument in begeleiding van een orkest of harmonieorkest.

## Composities

### Werken voor orkest
- The Gondolier, voor trombone en orkest

### Werken voor harmonieorkest
- 1915: Atlantic Zephyrs, Novelette voor trombone en harmonieorkest
- 1915: The Gondolier, voor trombone en harmonieorkest
- 1915: The Volunteer, voor trombone en harmonieorkest
- Lucy Long Variations, voor trombone en harmonieorkest

## Publicaties
- Mark Fonder: The Patrick Conway Military Band School, 1922-1929, in: Journal of Research in Music Education, Vol. 40, No. 1 (Spring, 1992), pp. 62-79

- Gemeinsame Normdatei: 1192989759
- International Standard Name Identifier: 0000 0000 3214 7956
- Library of Congress Control Number: n94017161
- Nationale Bibliotheek van Israël: 987007421330805171
- Virtual International Authority File: 90149294354680522171